# اوسامو آداچی
اوسامو آداچی (انگلیسی: Osamu Adachi؛ زادهٔ ۲۲ دسامبر ۱۹۸۷) بازیگر سینما اهل ژاپن است.
از فیلم‌ها یا برنامه‌های تلویزیونی که وی در آن نقش داشته‌است می‌توان به  قهرمانان تنیس اشاره کرد.